# District de Meilan
Le district de Meilan (美兰区 ; pinyin : Měilán Qū) est une subdivision administrative de la province chinoise insulaire de Hainan. Il constitue l'un des quartiers de la ville-préfecture de Haikou.